# Cantone di Uzès
Il Cantone di Uzès è una divisione amministrativa dell'arrondissement di Nîmes.
A seguito della riforma approvata con decreto del 24 febbraio 2014, che ha avuto attuazione dopo le elezioni dipartimentali del 2015, è passato da 15 a 31 comuni.

## Composizione
I 15 comuni facenti parte prima della riforma del 2014 erano:
- Aigaliers
- Arpaillargues-et-Aureillac
- Blauzac
- La Capelle-et-Masmolène
- Flaux
- Montaren-et-Saint-Médiers
- Saint-Hippolyte-de-Montaigu
- Saint-Maximin
- Saint-Quentin-la-Poterie
- Saint-Siffret
- Saint-Victor-des-Oules
- Sanilhac-Sagriès
- Serviers-et-Labaume
- Uzès
- Vallabrix

Dal 2015 i comuni appartenenti al cantone sono i seguenti 31:
- Aigaliers
- Arpaillargues-et-Aureillac
- Aubussargues
- Baron
- La Bastide-d'Engras
- Blauzac
- Bourdic
- La Bruguière
- La Calmette
- La Capelle-et-Masmolène
- Collorgues
- Dions
- Flaux
- Foissac
- Fontarèches
- Garrigues-Sainte-Eulalie
- Montaren-et-Saint-Médiers
- Pougnadoresse
- Saint-Chaptes
- Saint-Dézéry
- Saint-Hippolyte-de-Montaigu
- Saint-Laurent-la-Vernède
- Saint-Maximin
- Saint-Quentin-la-Poterie
- Saint-Siffret
- Saint-Victor-des-Oules
- Sainte-Anastasie
- Sanilhac-Sagriès
- Serviers-et-Labaume
- Uzès
- Vallabrix